# Dry As a Bone/Rehab Doll
Dry As a Bone/Rehab Doll è una raccolta del gruppo musicale grunge Green River pubblicata nel 1990.

## Tracce
Dry As a Bone
1. This Town - 3:24
2. P.C.C. - 3:44
3. Ozzie - 3:11
4. Unwind - 4:43
5. Baby Takes - 4:24
6. Searchin' - 3:58
7. Ain't Nothing to Do - 2:38
8. Queen Bitch - 2:58

Rehab Doll
1. Forever Means - 4:21
2. Rehab Doll - 3:23
3. Swallow My Pride - 3:00
4. Together We'll Never - 4:02
5. Smiling and Dyin' - 3:24
6. Porkfist - 3:13
7. Take a Dive - 3:29
8. One More Stitch - 3:54